# Malina Brothers
Bratři Malinové, tedy banjista Luboš (Druhá Tráva), kytarista Pavel a houslista Josef se společně sešli na pódiu v unikátním projektu nazvaném Malina Brothers a přizvali ještě kontrabasistu Pavla Peroutku (Spirituál kvintet). Tato česká kapela vznikla cca v roce 2010 díky pravidelnému vánočnímu jamování v jedné hospodě v rodném Náchodě.
Repertoár mají sestaven z písní, na kterých od malička vyrůstali - např. písně Krise Kristoffersona, přetextované do češtiny Mirkem „Skunkem“ Jarošem, které později nazpíval Wabi Daněk na své desky „Nech svět ať se točí dál“ a „Život běží dál“, které produkoval Luboš Malina. V roce 2015 skupina natočila své druhé album s předním americkým hráčem na foukací harmoniku Charlie McCoyem, ten mj. spolupracoval i s Bobem Dylanem, Johnnym Cashem nebo Elvisem Presleym. V roce 2017 vydali album s Kateřinou García.

## Členové
- Luboš Malina - banjo (Druhá tráva)
- Pavel Malina - kytara (ex Žalman & spol.)
- Josef Malina - housle (ex Monogram)
- Pavel Peroutka - kontrabas (Spirituál kvintet)

## Diskografie
- Rychlejší koně, 2013, Bonton
- Malina Brothers & Charlie McCoy, 2015
- Malina Brothers & Kateřina Garcia, 2017